# Тетида (спътник)
Тетида е естествен спътник на Сатурн, открит от Джовани Доменико Касини през 1684 г.

## Наименование
Касини нарича четирите спътника на Сатурн, които открива, (Тетида, Диона, Рея и Япет), с колективното име Sidera Lodoicea или Звездите на Луи в чест на крал Луи XIV. Преди 1847 г. астрономите са наричали всички спътници Сатурн 1 до Сатурн 7, включвайки в поредицата и Титан, Мимас и Енцелад. През 1847 г. синът на Уилям Хершел – Джон Хершел в своята публикация „Резултати от астрономически наблюдения направени на нос Добра надежда“ предлага използването на съвременните имена на спътниците, като им дава имената на титаните и братята и сестрите на бога Кронос.
Диона понякога бива наричана Сатурн 3.

## Физически характеристики
Тетида е изградена предимно от лед и е сходна по строеж с Диона и Рея. Плътността на спътника е 1,21 g/cm3, сочеща че той е изграден почти изцяло от лед. Повърхността му е осеяна с множество кратери и се наблюдават пукнатини и разломи в леда.
На Тетида се наблюдават два основни вида терен: райони, гъсто осеяни с кратери, и тъмни пояси с по-малко кратери, простиращи се по дължината на спътника. За последния вид терен се счита, че в миналото на Тетида е бил геологически активен.
На задното полукълбо на Тетида се намира кратера Одисей, чийто диаметър от 400 km съставлява почти 2/5 от диаметъра на спътника. Въпреки че очертанията на кратера са видни, релефът му е почти гладък поради слягването на ледената кора на Тетида в период на милиони години.
Друга забележителност на Тетида е Ithaca Chasma („Пропастта Итака“), широка 100 km и дълбока от 3 до 5 km и простираща се на дължина 2000 km или приблизително 3/4 от обиколката на Тетида. Предложени са две теории за произхода на пропастта Итака. Според първата тя е образувана вследствие на разширението на спътника, след като течната в миналото вода във вътрешността му е замръзнала (ледът има по-малка плътност от водата). Това разширение е причинило разломи по повърхността на Тетида, което също е заличило много от по-старите кратери. Според другата теория пропастта се е образувала след сблъсъка с астероида, образувал кратера Одисей под действието на сеизмичните вълни, породени от удара.
Температурата на повърхността на Тетида е -187 °C.
В троянските точки L4 и L5 се намират коорбиталните спътници Телесто и Калипсо.

## В популярната култура
- Действието във научнофантастичния трилър Сатурн-3 се развива на Тетида.